# トルトリ
トルトリ（イタリア語: Tortolì ( 音声ファイル)）は、イタリア共和国のサルデーニャ島東部に位置する都市で、その周辺地域を含む人口約1万1000人の基礎自治体（コムーネ）。
市域に含まれるアルバタクスはサルデーニャ東岸の主要な港湾である。

## 名称
標準イタリア語以外の言語では以下の名称を持つ。
- サルデーニャ語: Tortuelie
- ラテン語: Portus Ilii

## 地理

### 位置・広がり
サルデーニャ島の東海岸に位置する。最大の集落は、港町であるアルバタクスである。

#### 隣接コムーネ
隣接するコムーネは以下の通り。
- アルツァナ
- バリ・サルド
- エーリニ
- ジラソーレ
- イルボーノ
- ロッツォラーイ
- ヴィッラグランデ・ストリザーイリ

## 歴史
古代以来この町は、カルタゴ人、ローマ人、ヴァンダル族、およびスペイン人によって支配されてきた。10世紀から11世紀にかけて、オリアストラのジュディカーティ (Giudicato of Agugliastra) の統治下にあった。
1807年、トルトリは27の村を束ねる県の首府となった。しかし、1821年には県庁がラヌゼーイに移され、県都としての地位を失った。1859年にはカリャリ県に編入された。1926年、ヌーオロ県に編入された。
1943年、アルバタクスは爆撃を受け、13人の死者が出た。
2005年、ヌオーロ県東南部が分離してオリアストラ県が設置されると、ラヌゼーイとともに県都となった。
2016年、サルデーニャ州で進められていた、県級行政区画統廃合でヌーオロ県に編入された。

## 社会

### 宗教
オリアストラ司教区に属し、1927年まではここに司教座が置かれていた。

## 交通
アルバタックス港がある。
トルトリ空港 (Tortolì Airport) があり、イタリア本土およびヨーロッパと結ばれていた。老朽化した施設に対して、EUが出資して改修工事が行われており、2012年には定期便がなくなった。